# Хвърчилото
„Хвърчилото“ е български 2-сериен телевизионен игрален филм (детски) от 1988 година на режисьора Светлана Пейчева, по едноименната пиеса на Рада Москова. Музиката е на Кирил Дончев .

## Любопитно
Песните са написани по стихове на Рада Москова .

## Актьорски състав
| Роля | Изпълнител       |
| ---- | ---------------- |
|      | Венета Зюмбюлева |
|      | Невена Ханджиева |
|      | Пепа Николова    |
|      | Веселин Борисов  |
|      | Пенко Русев      |
| дете | Мила Стоева      |